# Zwölferhorn
Zwölferhorn är ett berg i Österrike.   Det ligger i distriktet Salzburg-Umgebung och förbundslandet Salzburg, i den centrala delen av landet, 230 km väster om huvudstaden Wien. Toppen på Zwölferhorn är 1 521 meter över havet, eller 348 meter över den omgivande terrängen. Bredden vid basen är 4,8 km.
Terrängen runt Zwölferhorn är kuperad åt sydväst, men åt nordost är den bergig. Närmaste större samhälle är Hallein, 19,9 km väster om Zwölferhorn. 
I omgivningarna runt Zwölferhorn växer i huvudsak blandskog. Runt Zwölferhorn är det ganska tätbefolkat, med 108 invånare per kvadratkilometer.